# Orectognathus darlingtoni
Orectognathus darlingtoni é uma espécie de formiga do gênero Orectognathus, pertencente à subfamília Myrmicinae.